# Planta odre

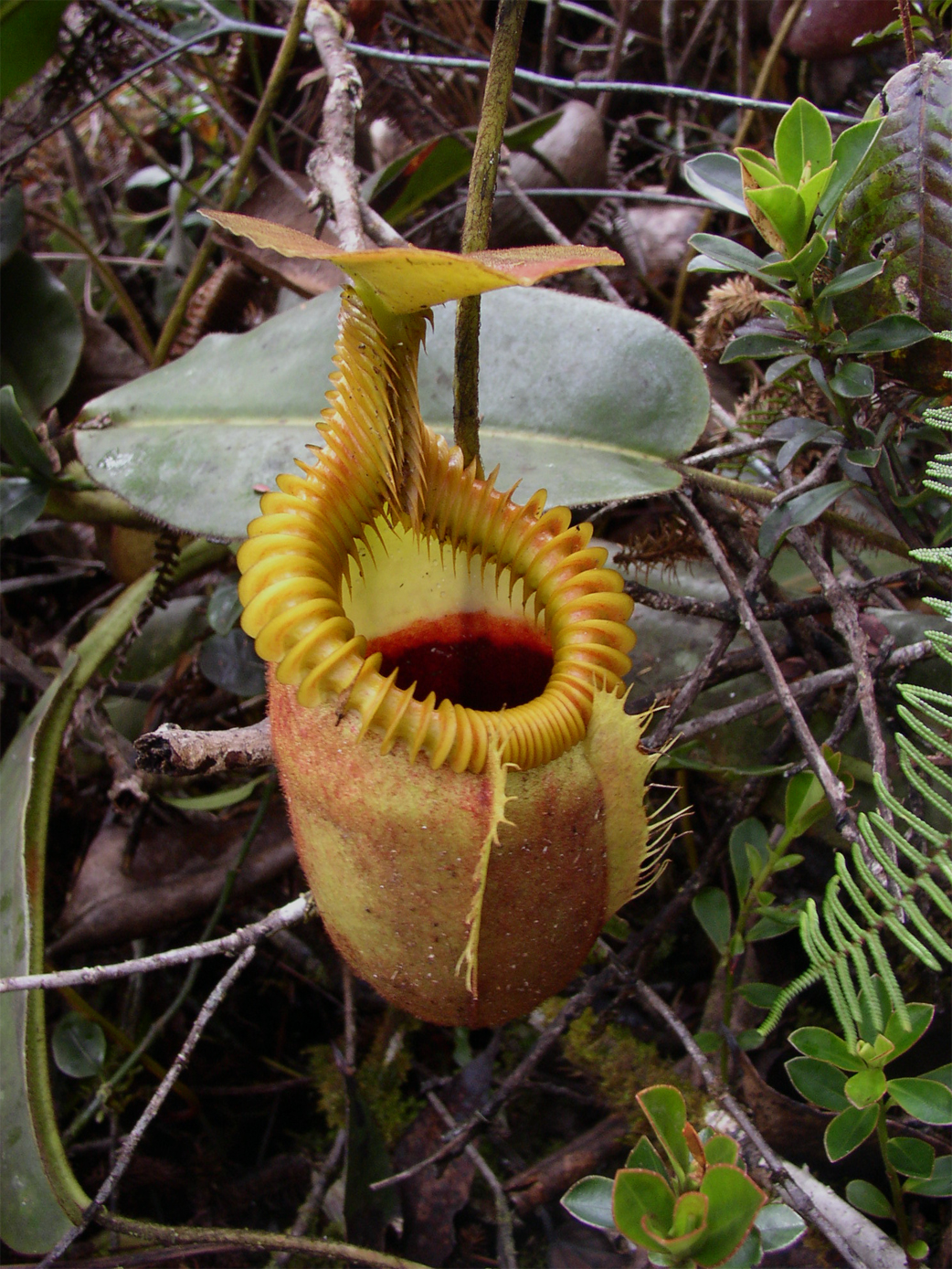
Nepenthes villosa.

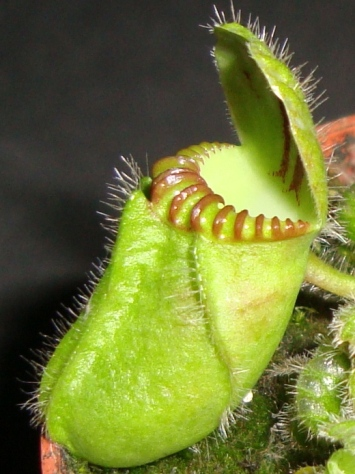
Cephalotus follicularis, detalle de la trampa.

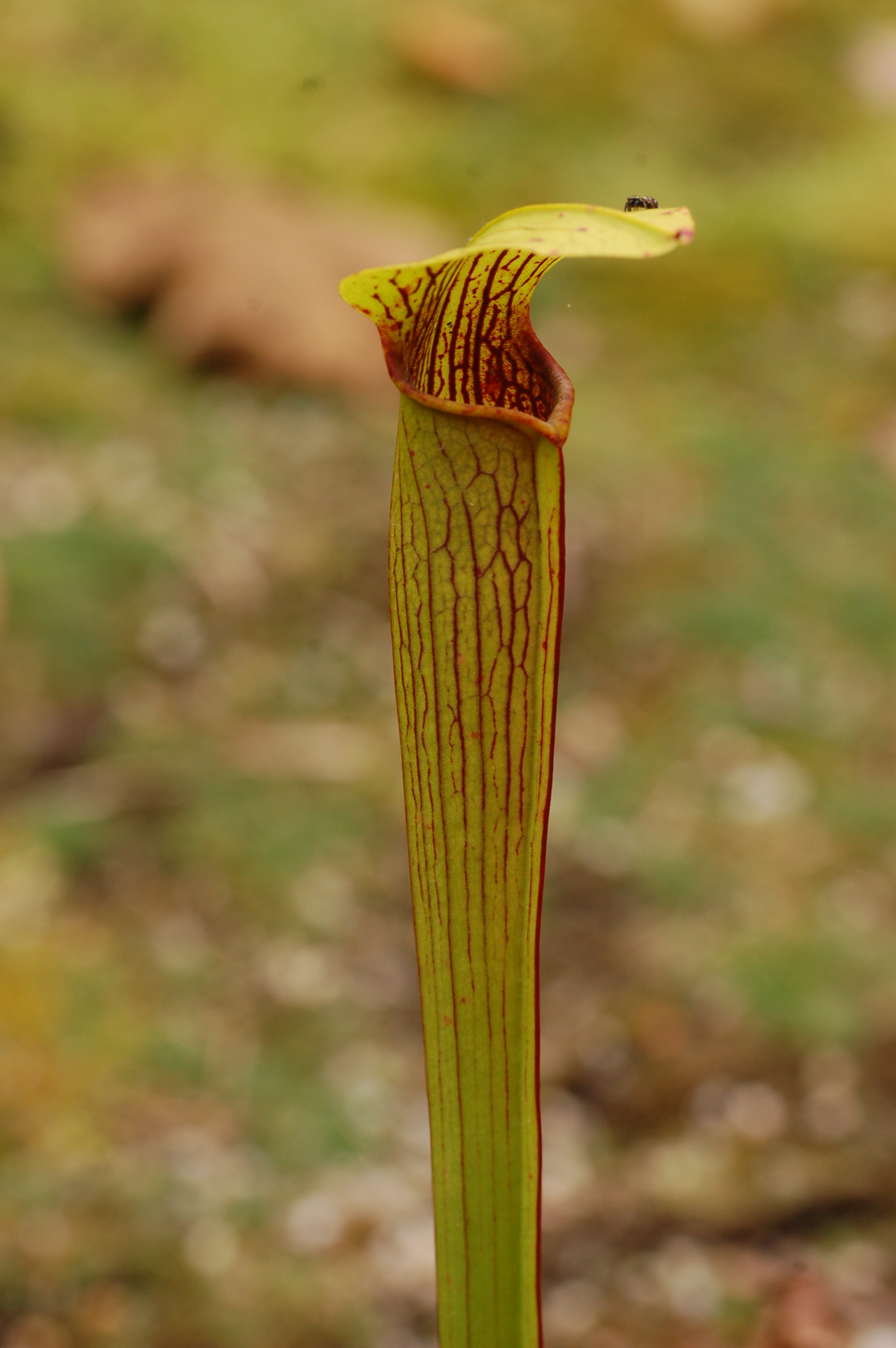
Sarracenia rubra.

Planta odre o planta jarra es como se denomina comúnmente a cualquiera de los miembros de tres familias de plantas carnívoras, que se caracterizan por la presencia de hojas modificadas en forma de odre o jarrón para atrapar y digerir insectos. 

## Características
Las plantas odre poseen una especie de recipientes huecos. En algunas como Sarracenia se encuentran recubiertos de pelillos orientados hacia el fondo; en otras, como Darlingtonia californica el recipiente tiene unas ventanas semi-transparentes. En los géneros Nephentes y Cephalotus los recipientes tienen tapa. El insecto, en cualquiera de los casos, es incapaz de salir, hasta que exhausto, cae al fondo, donde es disuelto por los jugos que la planta segrega.
Son plantas propias de suelos pobres, que precisan de los nutrientes que extraen de sus presas.

## Familias
Las tres familias de plantas odre son: 
- Sarraceniaceae: El género más común es Sarracenia, que incluye nueve especies nativas de América del Norte. Entre ellas Sarracenia rubra alabamensis, la planta odre de los cañaverales, cuyo hábitat se restringe a tres condados en Alabama y se encuentra en peligro crítico.[2]

Otros géneros son: Darlingtonia al cual pertenece Darlingtonia californica (la planta odre de California), y Heliamphora.
- Nepenthaceae: familia monotípica, cuyo único género Nepenthes, contiene unas 116 especies. Son plantas propias de regiones tropicales, abarcan el sur de China, Malasia, Indonesia, y las Filipinas; también se presentan en Madagascar y Seychelles; Australia y Nueva Caledonia  y norte en la India y Sri Lanka. En Borneo y Sumatra existe una alta diversidad con numerosas especies endémicas. Las plantas poseen glándulas de néctar en la boca del odre para atraer a los insectos.

- Cephalotaceae: familia monotípica originaria de Australia, cuyo único género con una única especie se denomina Cephalotus follicularis.